# Rainer J. Hocher
Rainer Johannes Hocher (* 10. August 1948 in Gersdorf; † 9. Mai 2012 in Kalletal-Stemmen) war ein deutscher Lyriker und Schriftsteller.

## Leben
Nach wechselnden Tätigkeiten als Dreher, Stahlbauschlosser, Schweißer, Versandarbeiter, kaufmännischer Angestellter bei einer  Ärztin, Arbeiter auf Baumwollfeldern in Arizona/USA, Leiharbeitnehmer bei mehreren Teilzeitfirmen und Aushilfskraft auf einer Forellenfarm, widmete er sich seit 1990  der Lyrik und Prosa, die teilweise ins Isländische übersetzt wurden. Neben einer zweijährigen Tätigkeit im Literaturzentrum Erfurt arbeitete er auch für Radio Westfalica und das Bielefelder Literaturtelefon.

## Werke
- Ausgeweidete Gefühle. Lyrische Erzählungen. Meinerzhagen: Autoren-Feder-Verlag 2008. ISBN 978-3-9812248-3-2
- Der legale Weg. Roman. Leipzig: Engelsdorfer Verlag 2006. ISBN 978-3-939144-69-4
- Rose im Schnee. Power-Lyrik. Wuppertal: Autoren-Feder-Verlag 2006. ISBN 978-3-9810816-1-9
- Makulierte Verse. Gedichte. Pfalzfeld: Kontrast-Verlag 2003 ISBN 3-935286-26-0
- Abgerechnet wird zum Schluß oder Liebe ist nur eine Illusion. Lyrische Erzählungen. Pfalzfeld: Kontrast-Verlag 2003. ISBN 3-935286-30-9
- Tot-gelebt Pfalzfeld: Kontrast-Verlag 2000 ISBN 3-935286-03-1
- Hommage-Poems. Lyrik. Herdecke: Scheffler Verlag 1995. ISBN 3-929885-68-9
- Mein Weg: von Schwarz nach Gold. lyrisch-prosaischer Fahrtenschreiber Herdecke: Scheffler Verlag 1995. ISBN 3-929885-86-7
- Von Sachsen an die Mühlenstraße. Fulda: Verlag freier Autoren 1994. ISBN 3-88611-138-5
- Moorwege: Gedichte und Prosa. Herdecke : Scheffler Verlag 1994. ISBN  3-929885-48-4
- Der Freiheit Willen. Gedichte. Frankfurt (Main): R. G. Fischer Verlag 1991. ISBN 3-89406-408-0

## Mitgliedschaften/Auszeichnungen
- Mitglied des Verbandes deutscher Schriftsteller
- Träger der silbernen Ehrennadel seines Heimatkreises Bad Langensalza
- Träger des zinnernen Tellers  und des Ehrenkrugs von Gersdorf